# 马伊萨德
马伊萨德（法語：Maïssade，發音：[maisad]）是海地中央省安什区的市镇，总面积288.43平方千米，2015年人口58942。